# Filippo Caracciolo di Castagneto
Pour les articles homonymes, voir Caracciolo et Castagneto (homonymie).
Filippo Caracciolo di Castagneto, né le 4 mars 1903 à Naples et mort le 16 juillet 1965 dans la même ville, 8e prince de Castagneto (1938) et 3e duc de Melito (1912), est un homme politique italien, engagé contre le fascisme et pour la construction européenne.

## Biographie
Filippo Caracciolo est diplômé en sciences politiques et, dès 1934, assume des missions diplomatiques en Turquie et en Suisse. Lors du congrès de Bari, réuni par le Comité de libération nationale en 1944, il est nommé secrétaire du Conseil exécutif italien, puis sous-secrétaire d'État à l'Intérieur dans le 2e gouvernement de Pietro Badoglio (22 avril 1944 - 8 juin 1944). Enzo Santarelli, dans son livre « Mezzogiorno 1943-1944: Uno sbandato nel Regno del Sud », raconte comment Caracciolo a travaillé à l'entrée des communistes dans le gouvernement Badoglio (qui y était initialement opposé).
Après la Seconde Guerre mondiale, Filippo Caracciolo di Castagneto participe au processus de renforcement démocratique européen en devenant, en 1950, secrétaire général adjoint de l'Assemblée parlementaire du Conseil de l'Europe, jusqu'en 1954. 
Il se consacre ensuite à la défense du patrimoine culturel italien en présidant l'organisation Italia Nostra. Il préside, de 1963 à 1965, la Fédération internationale de l'automobile (FIA). 
Il est le père du « prince-éditeur » Carlo Caracciolo et de Marella Caracciolo di Castagneto, épouse de Giovanni Agnelli (1921-2003), et le grand-père de la journaliste Elisabetta Rosboch von Wolkenstein, épouse de S.A.R. le prince Amedeo de Belgique.